# Universität Tromsø – Norwegens Arktische Universität

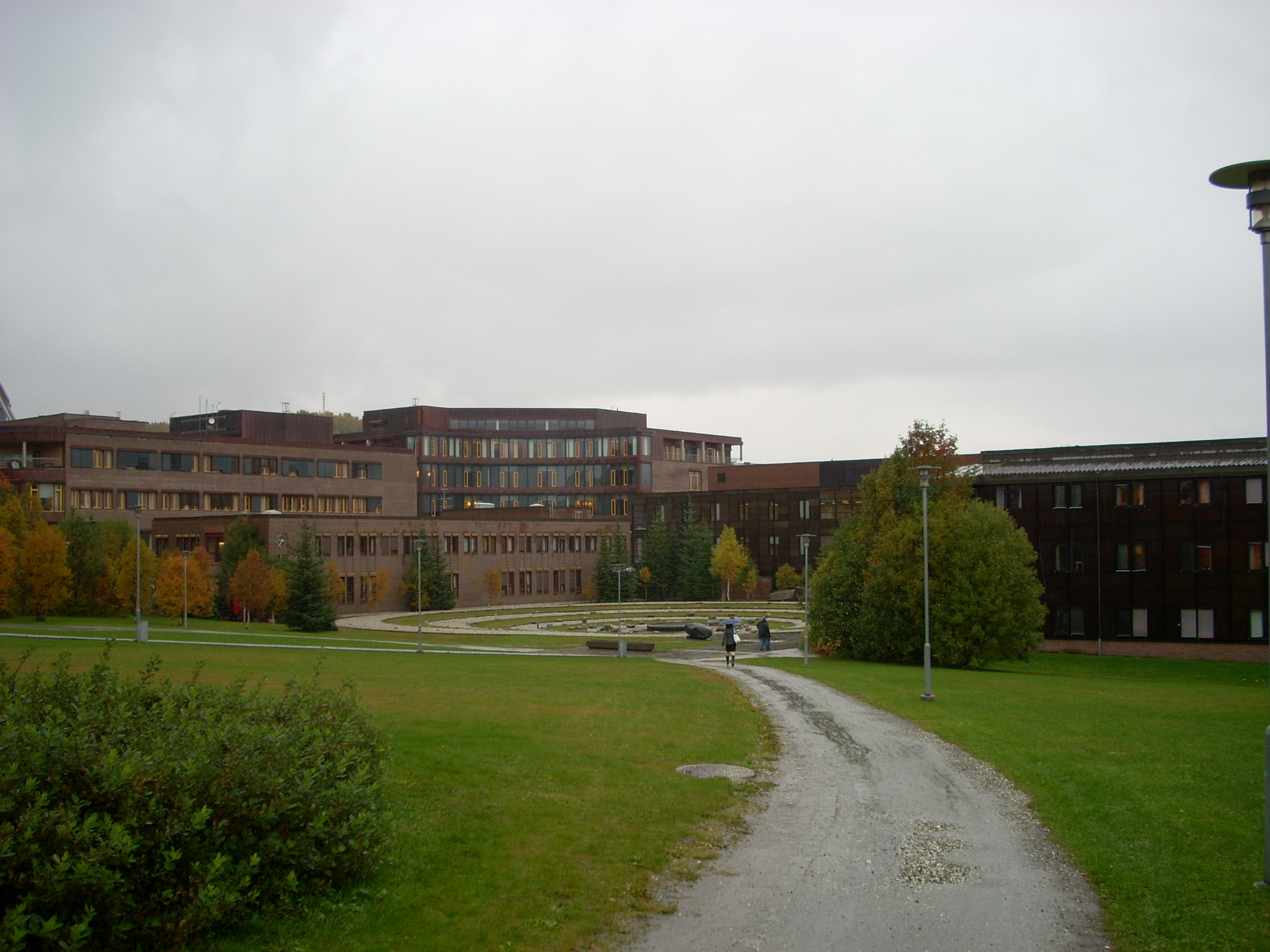
Universität Tromsø, Campus in Breivika

Universität Tromsø – Norwegens Arktische Universität (norwegisch Universitetet i Tromsø – Norges arktiske universitet; nordsamisch Romssa universitehta – Norgga árktalaš universitehta) (kurz: UiT) ist mit ca. 16700 Studenten und 3800 Angestellten die sechstgrößte Universität Norwegens und die nördlichste Universität der Welt. Nach mehreren Fusionsprozessen gibt es Campusse an folgenden Standorten: Tromsø, Alta, Harstad und Narvik. Hinzu kommen Außenstellen in Hammerfest, Kirkenes, Bodø, Bardufoss, Kabelvåg, Mo i Rana, sowie UNIS in Longyearbyen.
Die Universität Tromsø gliedert sich in derzeit sechs Fakultäten und zwei wissenschaftliche Zentren, die insgesamt rund 150 Studiengänge anbieten. Die Norwegische Fischereihochschule ist eine eigenständige Hochschuleinrichtung im Verbund mit der Universität Tromsø.
Die derzeitigen Fakultäten der Universität sind:
- Gesundheitswissenschaften (Det helsevitenskapelige fakultet)[3]
- Rechtswissenschaften (Det juridiske fakultet)[4]
- Biowissenschaften, Fischerei und Ökonomie (Fakultet for biovitenskap, fiskeri og økonomi)[5]
- Human-, Geistes-, Sozial- und Erziehungswissenschaften (Fakultet for humaniora, samfunnsvitenskap og lærerutdanning)[6]
- Ingenieurwissenschaften und Technik (Fakultet for ingeniørvitenskap og teknologi)[7]
- Naturwissenschaften und Technik (Fakultet for naturvitenskap og teknologi)[8]

Hinzu kommen zwei wissenschaftliche Einrichtungen:
- Das arktische Universitätsmuseum Norwegens und die Akademie der Künste (Norges arktiske universitetsmuseum og akademi for kunstfag)
- Universitätsbibliothek (Universitetsbiblioteket)

## Trivia
Ende Oktober 2022 nahm die norwegische Polizei einen brasilianischen Gastdozenten der Universität in Haft, der auch zu den lokalen Grenzregionen und hybriden Bedrohungsszenarien geforscht habe. Der Inlandsnachrichtendienst PST vermutete in der Person den russischen Agenten Michail Mikuschin.